# Stauronema indicum
Stauronema indicum är en svampart som beskrevs av Kalani 1964. Stauronema indicum ingår i släktet Stauronema, divisionen sporsäcksvampar och riket svampar.   Inga underarter finns listade i Catalogue of Life.